# Episodi di California Dreams (terza stagione)
La terza stagione della serie televisiva California Dreams è stata trasmessa in anteprima negli Stati Uniti d'America dalla NBC tra il 10 settembre 1994 e il 7 gennaio 1995.
| nº | Titolo originale            | Titolo italiano | Prima TV USA      | Prima TV Italia |
| -- | --------------------------- | --------------- | ----------------- | --------------- |
| 1  | The Unforgiven              |                 | 10 settembre 1994 |                 |
| 2  | Follow Your Dreams          |                 | 17 settembre 1994 |                 |
| 3  | Budget Cuts                 |                 | 24 settembre 1994 |                 |
| 4  | Blind Dates                 |                 | 1º ottobre 1994   |                 |
| 5  | Yoko, Oh No!                |                 | 8 ottobre 1994    |                 |
| 6  | The Long Goodbye            |                 | 15 ottobre 1994   |                 |
| 7  | Trust Me                    |                 | 22 ottobre 1994   |                 |
| 8  | The Princess and the Yeti   |                 | 29 ottobre 1994   |                 |
| 9  | Winkle/Wicks World          |                 | 12 novembre 1994  |                 |
| 10 | Daddy's Girl                |                 | 19 novembre 1994  |                 |
| 11 | Family Tree                 |                 | 26 novembre 1994  |                 |
| 12 | Harley and the Marlboro Man |                 | 3 dicembre 1994   |                 |
| 13 | Rebel Without a Nerve       |                 | 10 dicembre 1994  |                 |
| 14 | Boyz R Us                   |                 | 17 dicembre 1994  |                 |
| 15 | Junior Achievment           |                 | 24 dicembre 1994  |                 |
| 16 | The Treasure of PCH         |                 | 31 dicembre 1994  |                 |
| 17 | Tiffani's Gold              |                 | 7 gennaio 1995    |                 |